# Cathédrale Sainte-Anne de Leeds
Cette  cathédrale n’est pas la seule cathédrale Sainte-Anne.
La cathédrale Sainte-Anne de Leeds (en anglais : Cathedral Church of St. Anne) est la cathédrale catholique de la ville de Leeds dans le nord de l'Angleterre, siège du diocèse de Leeds. Elle est placée sous l'invocation de sainte Anne.
L'ancienne église Sainte-Anne est démolie vers 1900. Le bâtiment de l'actuelle cathédrale situé sur Cookridge Street est achevé en 1904, et restauré en 2006. Le retable du maître-autel de l'ancienne cathédrale est conçu par Augustus Pugin en 1842 et transféré à la chapelle de la Vierge dans la nouvelle cathédrale. La cathédrale est un monument classé par l'English Heritage Grade II. 

## Histoire

### L'ancienne cathédrale
La première église catholique romaine Sainte-Anne, construite en 1838, obtient le statut de cathédrale en 1878 lors de la création du diocèse de Leeds. L'existence de cette cathédrale est de courte durée car en 1899, le Leeds City Council décide d'élargir la grande avenue de la ville (la Headrow). Cela signifie que la cathédrale doit être acquise par expropriation. La démolition commence peu de temps après, le site est maintenant un complexe de divertissement. Les responsables de l'Église étudie plusieurs sites sur lesquels bâtir la deuxième cathédrale, mais après avoir épuisé les autres options, l'Église accepte le terrain qui lui est offert, directement adjacent à l'église précédente. Certaines caractéristiques architecturales du bâtiment d'origine sont récupérées et réutilisées dans le nouveau bâtiment.

### La cathédrale actuelle
La cathédrale actuelle est conçue dans le style Arts & Crafts néogothique par John Henry Eastwood (1843-1913), un architecte ayant de l'expérience dans la conception de bâtiments religieux ; beaucoup de travail étant également effectué par son assistant, Sydney Kyffin Greenslade (1866-1955). La cathédrale n'incorpore pas d'ailes pour correspondre au site de petite taille. Les travaux de construction ont commencé à l'automne de 1901 et la cathédrale est consacrée en 1904.

## Galerie

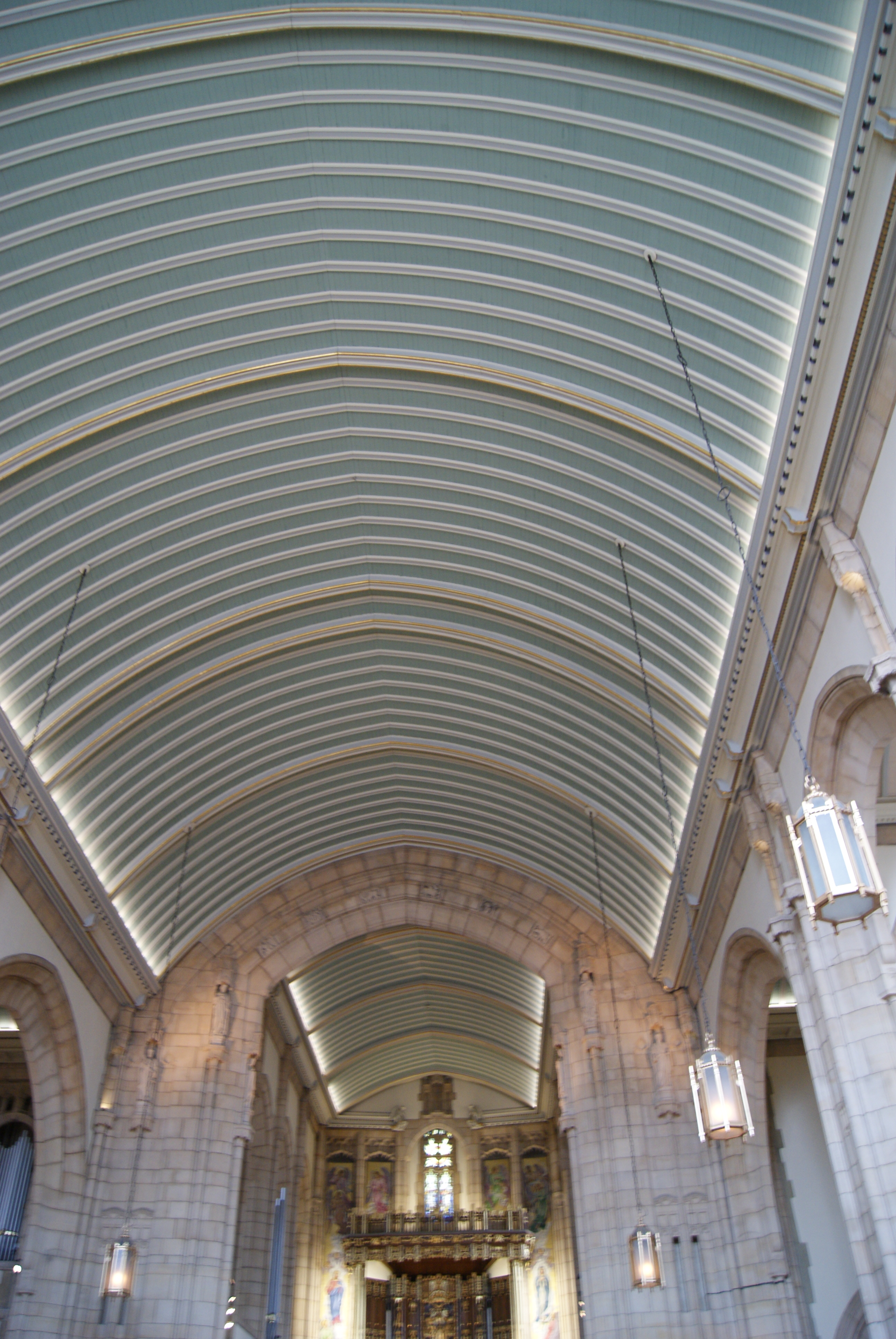
Le plafond de la cathédrale.
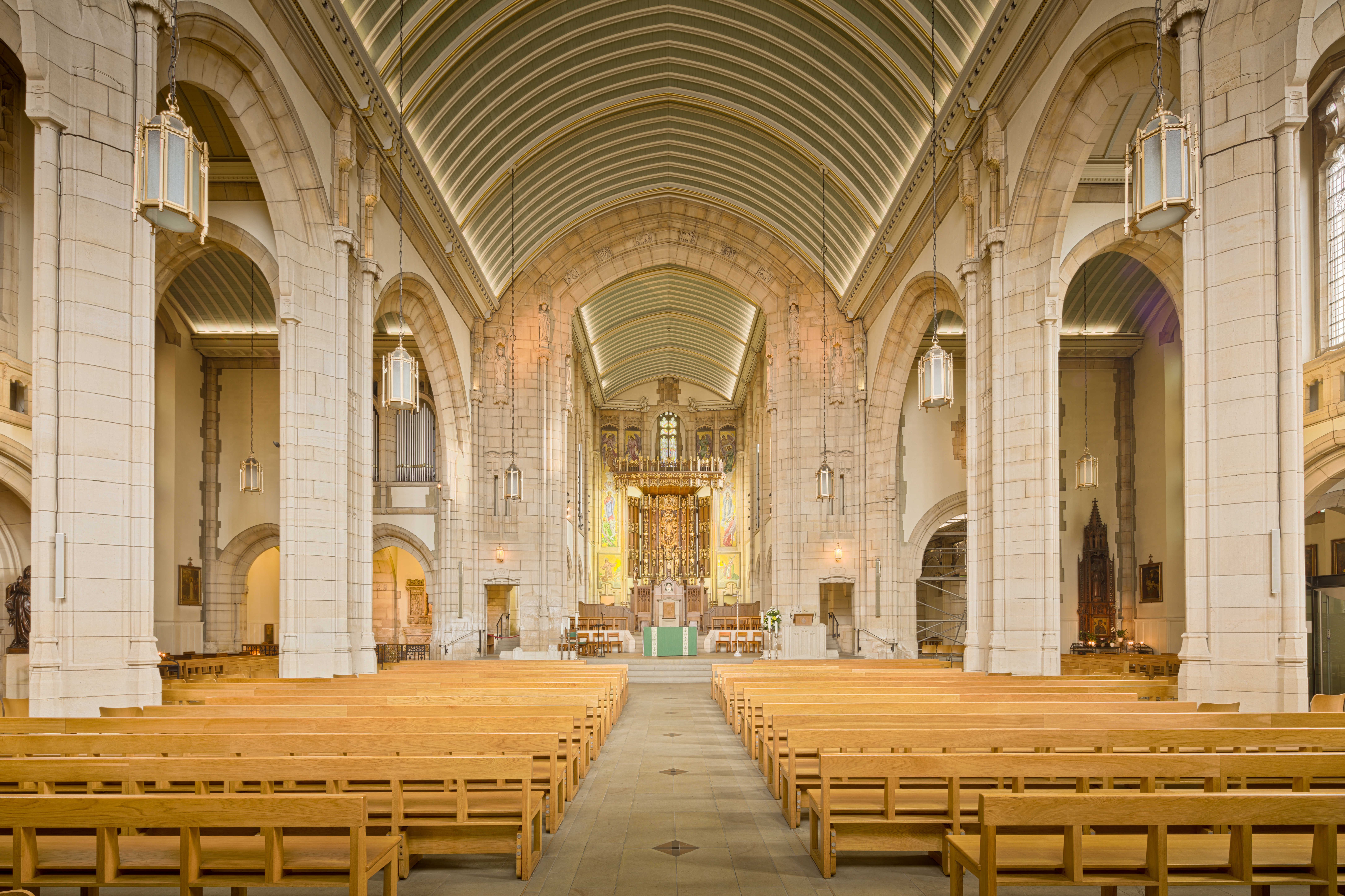
La nef.
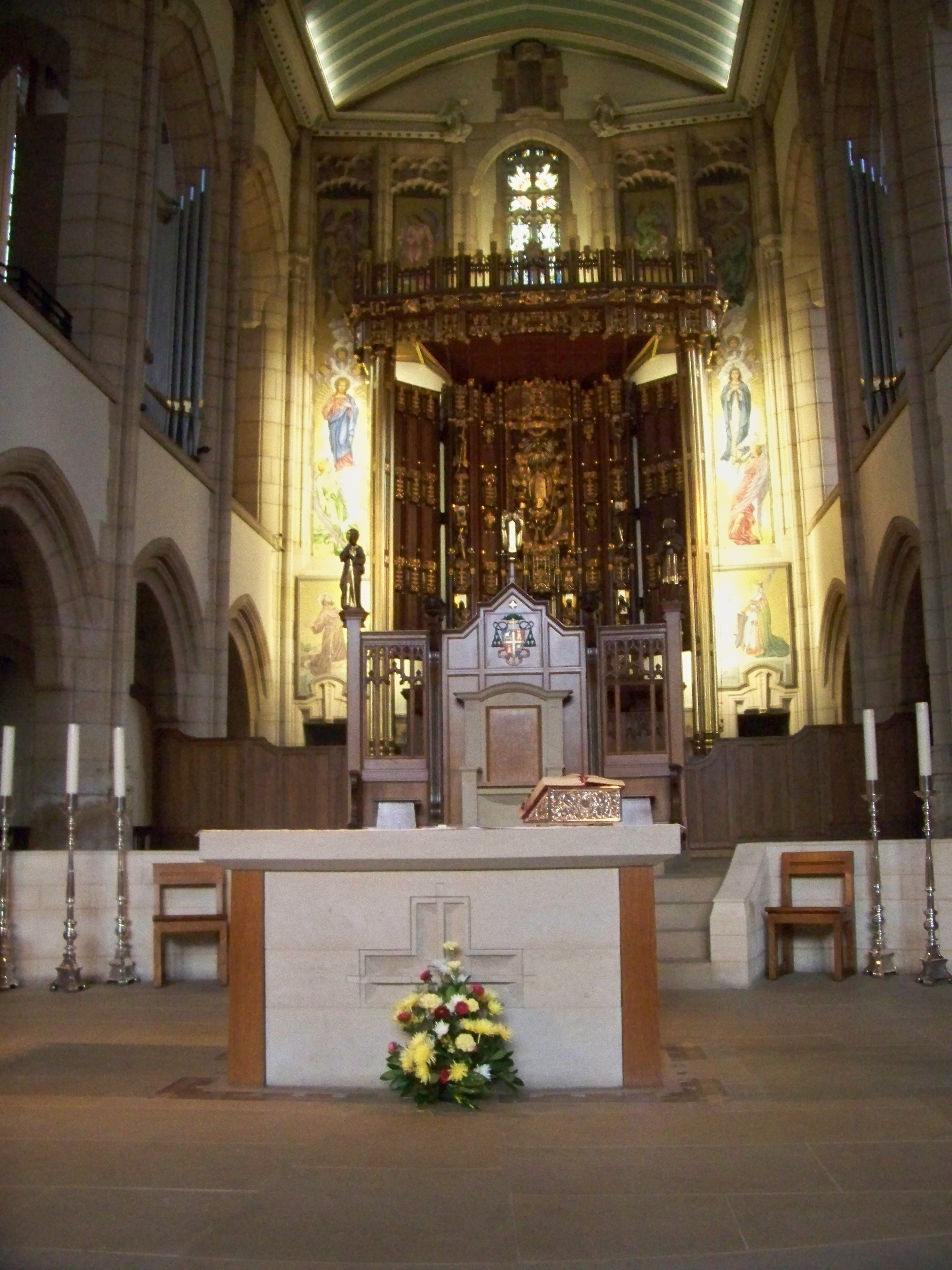
Le maître-autel.
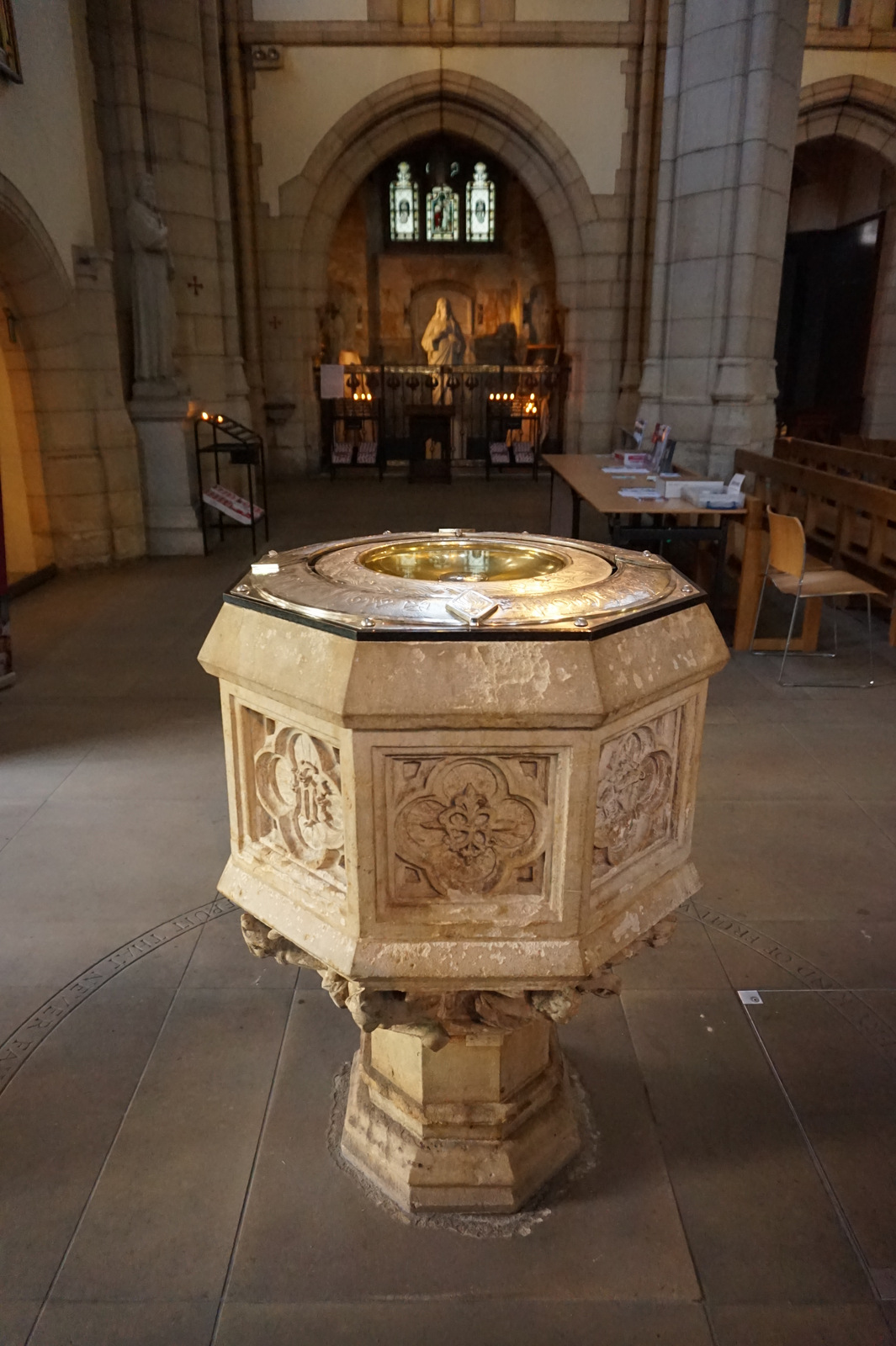
Les fonts baptismaux.

## Source
- (en) Cet article est partiellement ou en totalité issu de l’article de Wikipédia en anglais intitulé « Leeds Cathedral » (voir la liste des auteurs).